# 1002 Olbersia
Olbersia (asteroide 1002) é um asteroide da cintura principal com um diâmetro de 32,13 quilómetros, a 2,3687295 UA. Possui uma excentricidade de 0,1507926 e um período orbital de 1 701,54 dias (4,66 anos).
Olbersia tem uma velocidade orbital média de 17,83371717 km/s e uma inclinação de 10,75131º.
Este asteroide foi descoberto em 15 de agosto de 1923 por V. Albitzkij.
O seu nome é uma homenagem ao astrônomo alemão Heinrich Olbers.